# Itergo

Logo

Die Itergo Informationstechnologie GmbH ist der zentrale IT-Dienstleister der Ergo Group und bietet Lösungen für Software, Hardware sowie Rechner- und Netzarchitekturen.

## Geschichte
Die Itergo wurde im Januar 2000 durch die Zusammenlegung der EDV-Abteilungen der Hamburg-Mannheimer, der Victoria, der D.A.S. und der DKV gegründet und ist eine 100-prozentige Tochtergesellschaft der Ergo Group AG.

## Aufbau
Die Itergo beschäftigt ca. 1.400 Mitarbeiter, die an vier Standorten die IT-Anforderungen für etwa 50.000 Benutzer im Innen- und Außendienst entwerfen und realisieren (national und international). Sitz der Geschäftsführung ist in Düsseldorf, weitere Standorte befinden sich Hamburg, Köln und München.
Die Itergo gliedert sich in fünf Geschäftsbereiche:
- Application Management and Architecture
- Infrastructure and Operations
- IT Demand and IT Security Germany
- IT Leben Klassik Deutschland
- Delivery Germany